# カステルヴェトロ・ディ・モーデナ
カステルヴェトロ・ディ・モーデナ（伊: Castelvetro di Modena）は、イタリア共和国エミリア＝ロマーニャ州モデナ県にある、人口約11,000人の基礎自治体（コムーネ）。

## 地理

### 位置・広がり

#### 隣接コムーネ
隣接するコムーネは以下の通り。
- カステルヌオーヴォ・ランゴーネ
- フォルミージネ
- マラネッロ
- マラーノ・スル・パーナロ
- スピランベルト
- セッラマッツォーニ
- ヴィニョーラ

### 気候分類・地震分類
カステルヴェトロ・ディ・モーデナにおけるイタリアの気候分類 (it) および度日は、zona E, 2371 GGである。
また、イタリアの地震リスク階級 (it) では、zona 2 (sismicità media) に分類される。

## 行政

### 分離集落
カステルヴェトロ・ディ・モーデナには、以下の分離集落（フラツィオーネ）がある。
- Ca' di Sola, Levizzano Rangone, Settecani, Solignano Nuovo, Madonna di Puianello, Cà Montanari , Cà Gatti, Casa Rè, Sant'Eusebio

## 姉妹都市
- カステルフィダルド、イタリア 1984年
- モンルイ＝シュル＝ロワール、フランス 2002年